# Piątków
Piątków – wieś w Polsce położona w województwie mazowieckim, w powiecie zwoleńskim, w gminie Policzna. Ma status sołectwa.
| SIMC    | Nazwa    | Rodzaj    |
| ------- | -------- | --------- |
| 1060895 | Grzywacz | część wsi |

W latach 1975–1998 miejscowość administracyjnie należała do województwa radomskiego.
Wierni kościoła rzymskokatolickiego należą do parafii Niepokalanego Poczęcia NMP w Wygodzie. Na terenie wsi działa również zbór Kościoła Ewangelicznych Chrześcijan.